# 成云浪
成云浪，中华人民共和国政治人物、全国脱贫攻坚先进个人。

## 生平
成云浪任澄城县冯原镇马村党委书记、村委会主任。因在脱贫攻坚战中作出突出贡献，2021年2月25日全国脱贫攻坚总结表彰大会上，成云浪被授予“全国脱贫攻坚先进个人”。